# Carro
Carro là một đô thị ở tỉnh La Spezia trong vùng Liguria của Ý, có cự ly khoảng 60 km về phía đông nam của Genoa và khoảng 25 km về phía tây bắc của La Spezia. Tại thời điểm ngày 31 tháng 12 năm 2004, đô thị này có dân số 650 người và diện tích là 33,6 km².
Carro giáp các đô thị sau: Carrodano, Castiglione Chiavarese, Deiva Marina, Maissana, Sesta Godano, Varese Ligure.